# Вільям Воллес Кемпбелл
Вільям Воллес Кемпбелл або Кембл (англ. William Wallace Campbell; 11 квітня 1862 — 14 червня 1938) — американський астроном, член Національної АН США, її президент в 1931-1935.

## Біографічні відомості
Родився в Генкоку (штат Огайо). У 1886 закінчив Мічиганський університет. У 1886—1888 викладав математику в університеті штату Колорадо, в 1888—1891 — астрономію в Мічиганському університеті, в 1891—1930 працював у Лікській обсерваторії на горі Гамільтон в Каліфорнії (з 1901 — директор, з 1931 — почесний директор). У 1923—1930 — президент Каліфорнійського університету.

Облаштована обсерваторія Вільяма Кемпбелла в Броварах (1914 рік)

Основні наукові праці присвячені спектральному вивченню зірок. Детально досліджував Нову Візничого 1892 і відзначив зміни характеру спектру — ослаблення континууму і поява яскравих ліній. Спостерігав емісійний спектр зірок Вольфа — Райе і вперше виявив зміни інтенсивності водневих ліній і зеленої небулярної лінії. Велика заслуга Кемпбелла у підготовці та виконанні початої в Лікській обсерваторії в 1896 обширної систематичної програми зі спостереження променевих швидкостей зірок, метою якої було визначення руху Сонця серед зірок. Важливим результатом цих спостережень було також виявлення великої кількості спектрально-подвійних зірок. Ці роботи послужили основою для подальшого широкого вивчення власних рухів зірок і обертання Галактики. Під час протистояння Марса у 1894 спостерігав його спектр і знайшов, що в атмосфері Марса дуже мало кисню і водяної пари і що щільність її набагато нижче щільності земної атмосфери. У 1909 і 1910 знову спостерігав Марс і підтвердив ці результати. Очолював експедиції Лікської обсерваторії для спостереження сонячних затемнень — до Індії (1898), Іспанії (1905), на острів Флінт поблизу Таїті (1908), до Російської імперії (Бровари, 1914), Австралії (1922), а також на території США (1900, 1918), учасник експедиції до Мексики (1923). Під час спостереження затемнення 1922 справив спільно з Р.Дж. Трюмплером вимірювання відхилення променів світла зірок при проходженні його поблизу Сонця, передбачене загальною теорією відносності.
Підручник Кемпбелла «Елементи практичної астрономії» (1899) протягом багатьох років вважався зразковим.
Іноземний член-кореспондент АН СРСР (1924), член багатьох академій наук і наукових товариств, президент Міжнародного астрономічного союзу (1922—1925).
Премія Лаланда (1903) і медаль П. Ж. С. Жансена (1910) Паризької АН, Золота медаль Лондонського королівського астрономічного товариства (1906), медаль Дрейпера Національної АН США (1906), медаль Кетрін Брюс Тихоокеанського астрономічного товариства (1915).
На честь Кемпбелла названі кратери на Місяці і Марсі, а також астероїд 2751 Campbell.